# کازوهیرو وادا
کازوهیرو وادا (انگلیسی: Kazuhiro Wada؛ زادهٔ ۱۹ ژوئن ۱۹۷۲) بازیکن بیسبال اهل ژاپن است.
از باشگاه‌هایی که در آن بازی کرده‌است می‌توان به اژدهایان چونیچی اشاره کرد.